# ميرا سورفينو
ميرا سورفينو بالإنكليزية (Mira Katherine Sorvino) هي ممثلة أمريكية، والدها الممثل الأمريكي الإيطالي الاصل باول سورفينو (paul sorvino), امها (Lorraine Ruth Davis). ولدت ميرا سورفينو في مدينة تنافلاي التابعة لولاية نيو جرسي Tenafly, New Jersey في 28 سمبتمبر عام 1967 .
حصلت على شهادة أكاديمية من جامعة هارفرد الأمريكية Harvard University في الدراسات الشرق آسيوية.

## البداية الفنية
بداءت العمل في الفن عام 1992 بمسلسل تلفويوني يحمل عنوان Swans Crossing .

## الجوائز
حصلت على جائزة الاوسكار عام 1996 عن فيلم Mighty Aphrodite الذي انتج عام 1995 .

## العلاقات الشخصية
تزوجت عام 2004 من الممثل كريستوفر باكوس (Christopher Backus) ولديها ثلاث أطفال ولد وبنتان.
== اعمالها الفنية:
swans crossing 1992
Barcelona 1994
Mighty Aphrodite 1995
Beautiful girls 1996
Mimic 1997
The Replacment killers 1998
At First Sight 1999
Wise Girls 2002
House 2008
The Precense 2010
وغيرها الكثير من الأعمال.

## روابط خارجية
- ميرا سورفينو على موقع IMDb (الإنجليزية)
- ميرا سورفينو على موقع الموسوعة البريطانية (الإنجليزية)
- ميرا سورفينو على موقع روتن توميتوز (الإنجليزية)
- ميرا سورفينو على موقع مونزينجر (الألمانية)
- ميرا سورفينو على موقع ألو سيني (الفرنسية)
- ميرا سورفينو على موقع ميوزك برينز (الإنجليزية)
- ميرا سورفينو على موقع تيرنر كلاسيك موفيز (الإنجليزية)
- ميرا سورفينو على موقع أول موفي (الإنجليزية)
- ميرا سورفينو على موقع بوكس أوفيس موجو (الإنجليزية)
- ميرا سورفينو على موقع قاعدة بيانات الأفلام السويدية (السويدية)